# Guerra Civil da Rodésia
A Guerra Civil de Rodésia, conhecida em inglês como Rhodesian Bush War ("Guerra de Mato da Rodésia") pelo governo de maioria branca, e como a Segunda Chimurenga (termo xona que significa luta revolucionária) pela insurgência, ou mesmo como a Guerra de Independência do Zimbábue, foi uma guerra civil na antiga Rodésia (atual Zimbábue) de julho de 1964 até dezembro de 1979.
O conflito opôs as forças do governo da Rodésia sob o comando de Ian Smith (posteriormente o governo de Zimbábue-Rodésia sob Abel Muzorewa) contra as forças da União Nacional Africana do Zimbábue de Robert Mugabe e a União do Povo Africano do Zimbábue de Joshua Nkomo. A guerra e acordos de paz que se seguiram levaram à implementação do sufrágio universal, do fim do domínio da minoria branca na Rodésia e o governo de curta duração do Zimbábue-Rodésia, e resultou na criação da República do Zimbábue, sob a liderança do Primeiro-ministro do Zimbábue Robert Mugabe. A guerra terminou com a vitória dos rebeldes.
Em 1957, uma série de protestos e atos de desobediência civil por populações locais foram organizados, que acabaram por ser suprimidos. Em 1964, a situação ficou tão precária que houve um levante armado das milícias dos principais grupos políticos africanos contra o governo local pró-britânico; no ano seguinte a independência é declarada pelos brancos, em oposição ao governo britânico por suas políticas de nenhuma independência antes do governo majoritário; em 1966, negociações são feitas entre o governo britânico e o governo da minoria branca na Rodésia, mas sem muito progresso; em 1970, a república é declarada; em 1978, tenta-se fazer uma aliança entre alguns grupos guerrilheiros e o governo branco enfrenta os grupos nacionalistas. No entanto, os guerrilheiros tomam o poder. Após os acordos de paz em 1980, foram realizadas eleições nas quais o líder guerrilheiro Robert Mugabe foi eleito.
O número de mortos durante a guerra civil foi estimado em 30 mil no total, em sua maioria insurgentes e civis.

## Antecedentes
A origem da guerra na Rodésia pode ser atribuída à conquista da região pela Companhia Britânica da África do Sul no final do século 19 e à dissidência dos líderes nativos que se opunham ao domínio estrangeiro. Os britânicos começaram a se estabelecer na Rodésia do Sul na década de 1890 e, embora nunca tenha recebido o estatuto de domínio racial total, os colonos brancos efetivamente governaram o país depois de 1923.
Em seu famoso discurso "Wind of Change", o primeiro-ministro do Reino Unido, Harold Macmillan, revelou a nova política da Grã-Bretanha de permitir apenas a independência de suas colônias africanas sob o governo da maioria. A minoria rodesiana branca estava preocupada com a manutenção de seus privilégios e com a possibilidade de ruptura radical que causasse caos semelhante à Crise do Congo que devastou o antigo Congo Belga após sua independência em 1960, obrigando os europeus a fugir do Congo.
A relutância da Grã-Bretanha em se comprometer levou à declaração unilateral de independência da Rodésia (UDI) em 11 de novembro de 1965. Embora a Rodésia tivesse o apoio privado da vizinha África do Sul e de Portugal, que ainda possuía Moçambique, ela nunca obteve o reconhecimento diplomático de nenhum país.
Embora o voto na Rodésia fosse constitucionalmente aberto a todos, independentemente da raça, os requisitos de propriedade impediram os negros de participar. A nova constituição de 1969 reservou oito assentos no parlamento de 66 assentos apenas para "não-europeus", com outros oito reservados para chefes tribais.
Em meio a esse cenário, os nacionalistas africanos defenderam a luta armada para derrubar o domínio branco, denunciando principalmente a disparidade de riqueza entre as raças. Duas organizações nacionalistas rivais surgiram em agosto de 1963: a União do Povo Africano do  Zimbábue (ZAPU) e a União Nacional Africana do Zimbábue (ZANU), após desacordos sobre táticas, bem como conflitos de personalidade e tribalismo. A ZANU, e sua ala militar o Exército Africano de Libertação Nacional do Zimbábue (ZANLA), era chefiada por Robert Mugabe e consistia principalmente de pessoas da etnia xona. A ZAPU, e sua ala militar o Exército Revolucionário Popular do Zimbábue (ZIPRA), consistia principalmente de pessoas da etnia matabele sob comando de Joshua Nkomo.

### Política da Guerra Fria
A política da Guerra Fria contribuiu para o conflito. A União Soviética apoiou a ZIPRA e a China apoiou a ZANLA. Cada grupo travou uma guerra separada contra as forças de segurança da Rodésia, e os dois grupos às vezes também lutaram entre si. Em junho de 1979, os governos de Cuba e Moçambique ofereceram ajuda militar direta à Frente Patriótica, mas Mugabe e Nkomo recusaram. Outras contribuições estrangeiras incluíram oficiais militares da Coreia do Norte, que ensinaram militantes do Zimbábue a usar explosivos e armas em um acampamento perto de Pionguiangue. Em abril de 1979, 12.000 guerrilheiros ZANLA estavam treinando na Tanzânia, Etiópia e Líbia, enquanto 9.500 de seus 13.500 quadros existentes operavam na Rodésia. A África do Sul deu clandestinamente apoio material e militar ao governo rodesiano.

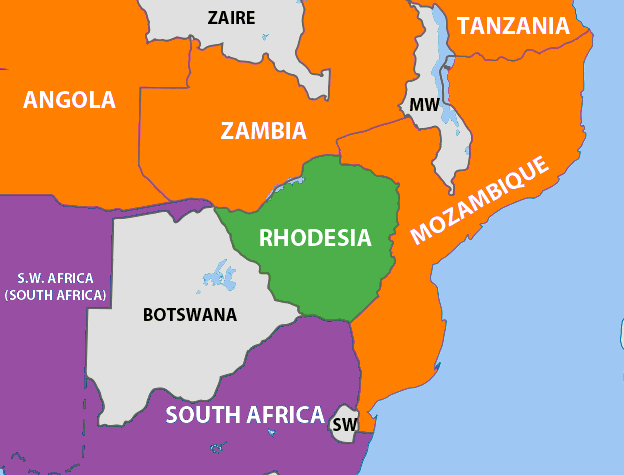
A situação geopolítica da guerra após a independência de Angola e Moçambique em 1975. A Rodésia em verde, a África do Sul e o protetorado do Sudoeste Africano (atual Namíbia) em violeta e outros estados, que apoiavam os guerrilheiros nacionalistas, em laranja.

Apoiado por procuração pelos Estados Unidos e seus aliados ocidentais, a Frente Rodesiana (RF) assumiu uma posição intransigente contra os grupos nacionalistas da ZIPRA e ZANLA. Tentando utilizar a Guerra Fria a seu favor, Ian Smith buscou retratar o conflito como principalmente de natureza anticomunista. Os brancos da Rodésia viam a demanda britânica pelo governo da maioria como um ataque direto ao seu modo de vida e suas regalias. Temendo a perda de seus privilégios, e tendo testemunhado anteriormente a rebelião de Mau Mau, os rodesianos brancos se recusaram a permitir que a política de governo da maioria entrasse em vigor. Grande parte da economia rodesiana, bem como a terra, era controlada por rodesianos brancos e, temendo o confisco total pelo ZIPRA ou ZANLA, o RF optou por manter o governo minoritário não oficial. Ao ignorar outros fatores que contribuíram para o conflito, Smith e a RF conseguiram fortalecer os laços com o Ocidente, mas a Grã-Bretanha permaneceu neutra. A divisão entre comunistas e anticomunistas fez com que a luta se espalhasse pelas fronteiras da Rodésia. As nações africanas vizinhas, apoiadas principalmente pela Coréia do Norte, China e União Soviética, usaram o apoio material comunista para começar a lançar ataques de guerrilha contra a RF.
Os Estados Unidos assumiram a posição oficial de que não reconheceriam a Rodésia como um estado independente, mas alguns soldados americanos que haviam participado do combate no Vietname se juntaram à Frente Rodesiana. A RF criou campanhas publicitárias para atrair soldados de países ocidentais, e a RF acumulou uma força de quase 1.400 soldados altamente treinados em forças especiais e guerrilha, elevando a força militar total da RF para mais de 10.000 homens. Alguns dos soldados americanos profissionais que entraram na RF diretamente na força tornaram-se membros de fato do governo rodesiano.
A União Soviética se envolveu na Guerra da Rodésia para combater a pressão do Ocidente anticomunista e desafiar a presença chinesa na região. A tecnologia militar soviética apareceu rapidamente no interior do Zimbábue e, em 1979, a ZIPRA estava utilizando armamento SAM para atingir ativos civis da Rodésia e aeronaves Viscount. Assim como fizeram em vários outros países e conflitos africanos, os soviéticos apoiaram as forças da oposição com armas e treinamento. Além da assistência física, Moscovo lançou uma campanha de propaganda denunciando o envolvimento britânico no conflito para aumentar o apoio à intervenção. Os soviéticos eram grandes fornecedores de munições e treinamento, mas se recusaram a entrar diretamente no conflito. Os chineses, por outro lado, eram limitados em suas habilidades para oferecer ajuda tangível ao ZANLA. A influência chinesa ao longo do conflito concentrou-se principalmente em esforços de sabotagem em pequena escala e propaganda antiocidental.
Inevitavelmente, a guerra ocorreu no contexto da Guerra Fria regional na África, e envolveu-se em conflitos em vários países vizinhos. Tais conflitos incluíram a Guerra de Independência de Angola (1961–1975) e a Guerra Civil Angolana (1975–2002), a Guerra de Independência de Moçambique (1964–1974) e a Guerra Civil Moçambicana (1977–1992), a Guerra de Independência da Namíbia (1966 –1989), e os conflitos de Shaba I (1977) e Shaba II (1978).

### Percepções

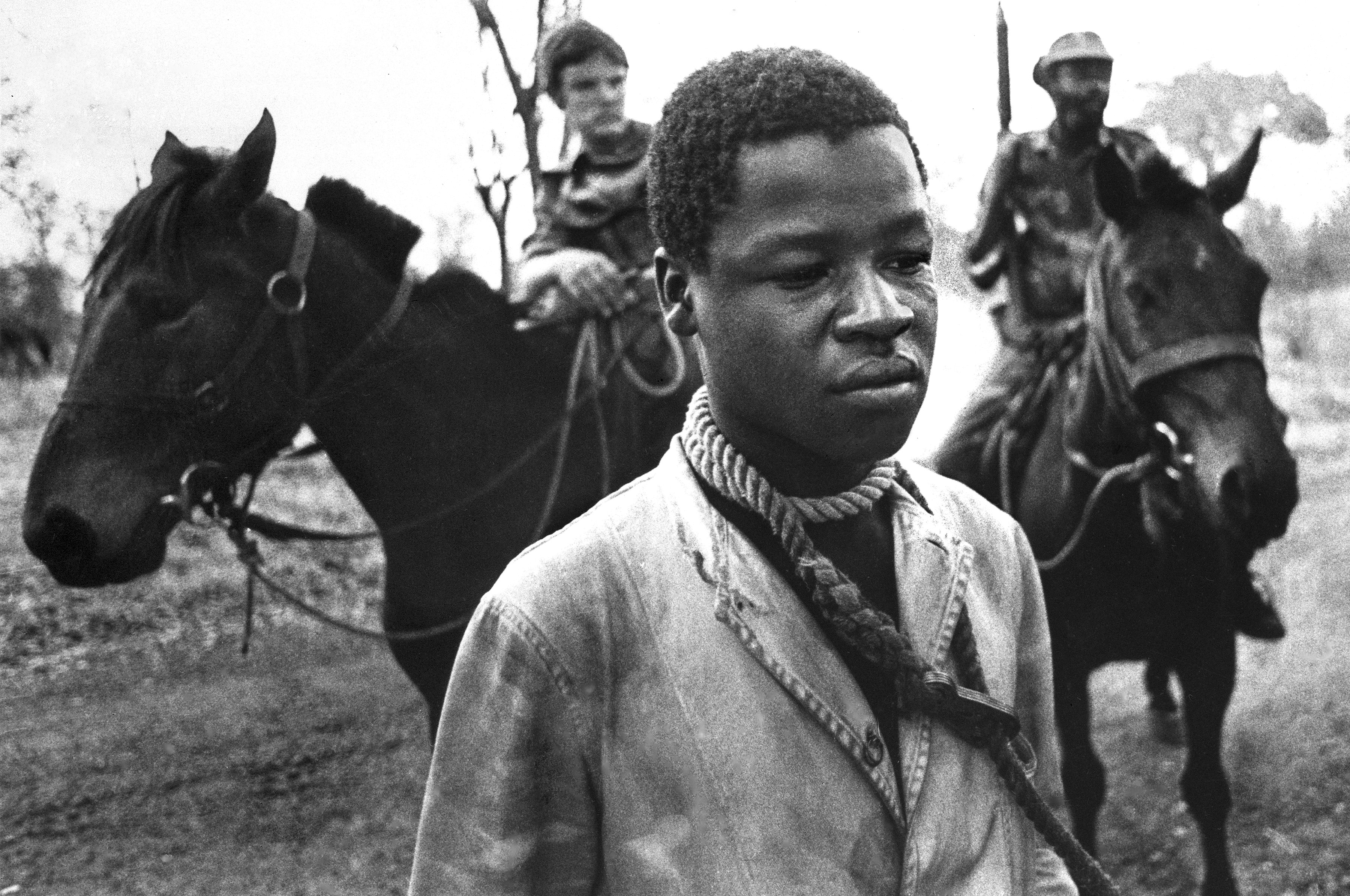
Um nacionalista negro capturado pelas Forças de Segurança da Rodésia no outono de 1977 está de pé com uma corda em volta do pescoço. Este registro ascendeu a ira dos grupos nacionalistas zimbabueanos e de grupos anticoloniais mundiais em função da posição de humilhação e do simbolismo que remetia à escravidão dos povos negros. Tirada para a Associated Press por John Ross Baughman, é a segunda de um conjunto de três fotos que receberam o Prêmio Pulitzer de Fotografia Especial de 1978

O conflito foi visto pelos grupos nacionalistas e pelo governo do Reino Unido da época como uma guerra de libertação nacional e racial. O governo da Rodésia viu o conflito como uma luta da população do país (os brancos) contra vários partidos financiados externamente compostos por radicais e comunistas predominantemente negros. Os nacionalistas consideravam seu país como em regime de apartheid racial, além de estar ocupado e dominado por uma potência estrangeira, nomeadamente a Grã-Bretanha, desde 1890.
O governo britânico, na pessoa do governador, governou indiretamente o país a partir de 1923, quando substituiu a Companhia Britânica da África do Sul e concedeu o estatuto de autogoverno a um governo eleito localmente, composto predominantemente por brancos. O partido da Frente Rodesiana de Ian Smith foi eleito para o poder em 1962 e declarou unilateralmente a independência em 11 de novembro de 1965 para preservar o que considerava o autogoverno que possuía desde 1923.
O governo da Rodésia afirmou que estava defendendo os valores ocidentais, o cristianismo, o estado de direito e a democracia lutando contra os comunistas, mas não estava disposto a combater e acabar com os privilégios da minoria branca e erradicar as desigualdades políticas, econômicas e sociais. A administração Smith alegou que a voz legítima da população negra xona e matabele eram os chefes tradicionais, não os nacionalistas ZANU e ZAPU, a quem considerava usurpadores perigosos e violentos.
Em 1978-1979, o governo Smith tentou atenuar o poder da causa nacionalista aderindo a um "Acordo Interno" que acabou, parcialmente, com o governo da minoria, mudou o nome do país para Zimbábue-Rodésia e organizou eleições parcialemnte multirraciais, que foram realizadas em 1979 e vencida pelo bispo Abel Muzorewa, que se tornou o primeiro chefe de governo negro do país. Insatisfeitos com a enorme influência branca no governo e a recusa em erradicar as desigualdades e pôr fim completo ao regime de apartheid racial, e estimulados pela recusa da Grã-Bretanha em reconhecer a nova ordem, as forças nacionalistas persistiram.

## Consequências
De acordo com as estatísticas do governo rodesiano, mais de 20.000 foram mortos durante a segunda guerra. De dezembro de 1972 a dezembro de 1979, 1.120 membros das forças de segurança rodesianas foram mortos, junto com 10.050 guerrilheiros que foram mortos na Rodésia, e um número desconhecido em Moçambique e Zâmbia, 7.790 civis negros e 468 civis brancos.
Depois de assumir o poder, Robert Mugabe agiu de forma incremental para consolidar seu poder, formando um governo de coalizão com seus rivais da ZAPU e a minoria branca. O Exército da Rodésia foi fundido com as forças de guerrilha para formar as Forças de Defesa do Zimbábue, e as forças de segurança da Rodésia foram fundidas com as forças ZANLA e ZIPRA. Joshua Nkomo recebeu uma série de cargos no gabinete. O governo sul-africano recrutou pessoal branco das Forças de Segurança da Rodésia no que foi designado como Operação Inverno e cerca de 5.000 aceitaram isso.
No entanto, Mugabe estava dividido entre manter sua coalizão estável e as pressões para atender às expectativas de seus seguidores por mudanças sociais. Os confrontos entre as forças ZANLA e ZIPRA ocorreram em 1980 e 1981. Em fevereiro de 1982, Mugabe demitiu Nkomo e dois outros ministros ZAPU de seu gabinete, desencadeando combates acirrados entre apoiadores do ZAPU na região de língua andebele setentrional do país e o governante ZANU. Entre 1982 e 1985, os militares esmagaram a resistência armada de grupos matabeles em Matabelelândia e Medialândia em uma repressão militar conhecida como Gukurahundi, um termo xona que se traduz aproximadamente como "a chuva precoce que lava a pragana antes das chuvas da primavera". As campanhas de Gukurahundi também eram conhecidas como "Massacres de Matabelelândia".
A Quinta Brigada dos militares do Zimbábue, treinada na Coréia do Norte, foi enviada para Matabelelândia para esmagar a resistência. A jornalista alemã Shari Eppel estima que aproximadamente 20.000 matabeles foram assassinados nestes primeiros anos após a guerra; a maioria dos mortos foram vítimas de execuções públicas.
A violência entre ZANLA e ZIPRA continuou até 1987. Em dezembro de 1987, os dois grupos chegaram a um acordo que os viu se fundirem em um partido conhecido como União Nacional Africana do Zimbábue - Frente Patriótica (ZANU-PF), liderado por Mugabe. Mugabe então se tornou presidente e ganhou poderes adicionais, pois o cargo de primeiro-ministro foi abolido.
Além das fronteiras do Zimbábue, como resultado da ajuda rodesiana e do apoio à RENAMO, a Guerra Civil da Rodésia também ajudou a influenciar a eclosão da Guerra Civil de Moçambique, que durou de 1977 a 1992 e ceifou um milhão de vidas.